# Яд Лезикарон
Яд Лезикарон (на гръцки: Συναγωγή Γιάδ Λεζικαρόν; на ладино: Esnoga Yad Lezikaron) е юдейски храм в македонския град Солун, Гърция, разположена на улица „Василиос Ираклиос“ № 24.
Синагогата заедно със Синагогата на битолчаните и малката синагога Саул Модиано е една от трите действащи в града.

## История
Яд Лезикарон е изградена в 1984 година и е посветена на паметта на жертвите от Холокоста. Построена е на мястото на малък молитвен дом Бурла или Кал де ла Пласа (Синагогата на площада), който работи от 1921 година и обслужва религиозните нужди на евреите, работили на пазара в съседство.